# Саль-сюр-Мер
Саль-сюр-Мер (фр. Salles-sur-Mer) — коммуна во Франции, находится в регионе Пуату — Шаранта. Департамент коммуны — Шаранта Приморская. Входит в состав кантона Ла-Жарри. Округ коммуны — Ла-Рошель.
Код INSEE коммуны — 17420.

## Население
Население коммуны на 2010 год составляло 2029 человек.
| 1962 | 1968 | 1975 | 1982 | 1990 | 1999 | 2010 |
| ---- | ---- | ---- | ---- | ---- | ---- | ---- |
| 667  | 647  | 926  | 1369 | 1441 | 1610 | 2029 |